# Vitichi
Vitichi es una localidad y municipio de Bolivia, ubicado en la provincia de Nor Chichas del Departamento de Potosí. El municipio tiene una superficie de 1.600 km² y cuenta con una población de 10.646 habitantes (según el Censo INE 2012). El centro administrativo del municipio es la localidad de Vitichi, ubicada a aproximadamente a 100 km de la ciudad de Potosí, la capital departamental.

## Historia
En el territorio del actual municipio de Vitichi se libró el 7 de noviembre de 1847 la Batalla de Vitichi, en las que se enfrentaron las tropas gubernamentales del entonces presidente José Ballivián con las fuerzas rebeldes de José Miguel de Velasco, lideradas en la batalla por el coronel Sebastián Ágreda, jefe de las fuerzas revolucionarias. La batalla resultó victoriosa para Ballivián, en la que se estima que hubo alrededor de 700 muertos.

## Geografía
El municipio de Vitichi se encuentra en la parte sur de la meseta árida del Altiplano boliviano.
El clima se debe a que la situación interna fresco y seco a través de un típico clima día en donde las variaciones de temperatura entre noche y día tienden a ser significativamente mayor que la variación estacional. La temperatura promedio anual es de 13 °C y varía muy poco entre los 10 °C en junio / julio y más de 15 °C de noviembre a marzo. La precipitación anual es de sólo 400 mm, con una marcada estación seca, de abril a octubre con precipitación mensual inferior a 20 mm, y un tiempo de humedad, diciembre a febrero, con cerca de 80 mm por mes.

## Ubicación
El municipio es uno de los dos municipios de la provincia de Nor Chichas. Limita al norte con la provincia de Linares, al oeste y al sur con el municipio de Cotagaita, y al este con el departamento de Chuquisaca. Se extiende a lo largo de 45 km de este a oeste y unos 80 km en dirección norte-sur. 

## Demografía
De acuerdo con el censo boliviano de 2024, la población del municipio de Vitichi es de 10 102 habitantes.
La población del municipio disminuyó aproximadamente una quinta parte entre 1992 y 2024:
| Año  | Habitantes (municipio) | Fuente |
| ---- | ---------------------- | ------ |
| 1992 | 13.756                 | Censo  |
| 2001 | 11.298                 | Censo  |
| 2012 | 10.646                 | Censo  |
| 2024 | 10.102                 | Censo  |

La densidad de población del municipio es de 6,6 personas por km² (censo de 2001), la proporción de la población urbana es del 0%.
La población disminuyeron de 1992 a 2001 por el 17,9%, pasando de 13.756 a 11.298 habitantes. La proporción de menores de 15 años en la población es del 42,2%.
La tasa de alfabetización entre los niños de más de 19 años es del 66%, es decir un 89% en los hombres y 50% en mujeres. El idioma más importante, con un 98%, es quechua, y el 56% habla español.
84% de la población es católica, el 14% protestante.
La esperanza de vida de los recién nacidos es de 59,5 años. 96% de la población no tiene acceso a la electricidad, el 84% viven sin instalaciones sanitarias.

## Grupo étnico
Las personas son en su mayoría de origen quechua .
- Quechua: 90,4%
- Aimara: 0,2%
- Guaraní , Chiquitos , Moxos: 0,0%
- No es indígena: 9,3%
- Otros grupos indígenas: 0,1%

## División política
El municipio se componía de los siguientes cantones hasta 2009:
- Ara
- Calcha
- Vitichi
- Yawisla

## Transporte
Vitichi se ubica a 131 kilómetros por carretera al sur de Potosí, la capital del departamento.
Desde Potosí, la carretera asfaltada Ruta 1 va desde el lago Titicaca en el norte hasta la frontera con Argentina en el sur, pasando por las principales ciudades de El Alto, Oruro y Potosí. Desde Potosí recorre más de 37 km en dirección sur hasta Cuchu Ingenio, donde la Ruta 14 se bifurca en dirección sur y llega a Vitichi después de otros 94 km. Luego continúa por Tumusla y Santiago de Cotagaita hasta llegar a Villazón.